# رنه ولف
رنه ولف (آلمانی: René Wolff؛ زادهٔ ۴ آوریل ۱۹۷۸) دوچرخه‌سوار اهل آلمان است.
وی همچنین برندهٔ جوایزی همچون برگ بوی نقره‌ای شده‌است.
وی در مسابقات کشوری و بین‌المللی در مجموع برندهٔ ۳ مدال طلا، ۴ مدال برنز شده‌است.